# 石原俊介
石原 俊介（いしはら しゅんすけ、1942年 - 2013年4月14日）は、編集者。本名石原 俊（いしはら たかし）。
若い頃日本共産党に入党、ソビエト連邦に留学した。のち同党を離れ、1976年1月-2013年4月、情報誌『現代産業情報』（現代産業情報研究所）を発行した。
住吉会全体に人脈をもち、暴力団や、総会屋・地上げ屋・仕手筋・高利金融業者など暴力団の威圧を背景とする勢力に精通していた。このような「裏社会」の情報を武器にして、証券会社総務広報部門・マスコミ社会部・出版社の編集者など「表の世界」の関係者と渡り合い、「表と裏をつなぐ情報交差点、人脈交差点」の位置で立ち働いた。